# 小平好直
小平 好直（こだいら よしなお）は、日本の海軍軍人、航空自衛官。第二次世界大戦中は日本海軍航空隊の一員で、撃墜王の1人にも数えられた。太平洋戦線では空母翔鶴や千代田に配置され、珊瑚海海戦やガダルカナル島の戦い、第二次ソロモン海戦、マリアナ沖海戦、レイテ沖海戦など、多くの激戦に参加した。公的な撃墜記録は13機とされている。戦後、航空自衛隊に入隊。2008年、航空自衛隊のOB組織であるつばさ会がホームページ上で小平の死を伝えた。